# Celebi
Celebi (japanski: セレビィ Serebii) jedan je od 1025 fiktivnih vrsta Pokémona iz medijske franšize Pokémon, skupa Pokémon videoigara, animiranih serija, manga stripova, knjiga, igraćih karata i drugih medija kojima je tvorac Satoshi Tajiri. Svrha je Celebija u videoigrama, animiranoj seriji i manga stripovima, kao i svrha ostalih Pokémona, borba s divljim Pokémonima – neukroćenim stvorenjima koje igrači i likovi pronalaze dok kreću na razne avanture – i pripitomljenim Pokémonima drugih Pokémon trenera.
Postoje različite ideje o nastanku i značenju Celebijeva imena. Najvjerojatnije je da dolazi od engleskih riječi "celestial" = božansko, i "being" = biće, ili možda od riječi "celestial" i "bee" = pčela, jer izgledom nalikuje na vilenjaka s pčelinjim krilima i ticalima. Ime mu možda dolazi i od engleske riječi "celebrity"= slavna ličnost, jer je veoma tražen Pokémon, ili riječi "celebration" = proslava (koja nastaje nakon što ga igrač napokon dobije). Moguće je da se ime odnosi i na englesku riječ za celer, "celery (iz dva razloga: jer je Celebi djelomično Travnati Pokémon, i jer je celer biljka), te riječi "celibacy" = celibat, jer je Celebi neodređenog spola. Još jedna mogućnost je da mu ime dolazi od engleske riječi "celerity" = brzina, jer može nevjerojatnom brzinom putovati kroz vrijeme. Posljednja mogućnost je da ime dolazi nakon premještanja slogova imena "Cybele", imena koji je ekvivalent Majci Zemlji ili Geji.
Doduše, najveća vjerojatnost jest da njegovo ime dolazi od njegovog originalnog japanskog imena Serebii. "Bii" u japanskom jeziku označava riječ "prekrasan", dok se drugi dio imena vjerojatno odnosi na englesku riječ "serenity" = spokoj, jer Celebi teži dovođenju mira i spokoja u šume u kojima živi.

## Biološke karakteristike
Celebi je sposoban putovati kroz vrijeme nevjerojatnom brzinom. Zaštitnik je Ilex šume.
Drveće i biljke bujaju u šumama u kojima on prebiva. Kada nestane duboko u šumi, kažu da iza sebe ostavi jaje iz budućnosti. Ovaj Pokémon dolazi iz budućnosti putujući kroz vrijeme. Smatra se da dok se god Celebi pojavljuje u šumama, ljude čeka svijetla budućnost.

## U videoigrama
Celebi je u Gold, Silver i Crystal videoigrama jednak Mewu u Red, Blue, Green i Yellow igrama, Jirachiju u Ruby, Sapphire i Emerald igrama i Manaphyju u Pearl i Diamond igrama. To znači da ga se može pronaći samo kao promotivnog Pokémona u drugoj generaciji igara.
Celebija se ne može uhvatiti u engleskim verzijama u Pokémon videoigrama; doduše, moguće ga je dobiti na Nintendo manifestacijama ili kroz GameShark kodove. Moguće ga je dobiti i ne bonus disku namijenjenom Pokémon Colosseumu; Jirachi je dostupan u američkim verzijama.
Hvatanje Celebija
U japanskoj verziji Pokémon Crystal videoigre, Celebija se može uhvatiti jedino uz pomoć GS lopte (iste lopte koju je Ash nosio sa sobom kroz Orange Otoke). Doduše, potreban je Game Link kabel kako bi ga se spojilo s Game Boy Color konzolom uz mobitel, ili koristeći se šiframa uz GameShark ili Action Replay.
Kada igrač ima GS loptu, on ili ona ju moraju pokazati Kurtu, stručnjaku za Poké lopte. On će biti ugodno iznenađen loptom, i zamoliti igrača da ju odnese kao dar pred oltar u Ilex šumi, gdje se štuje zaštitnik te šume, Celebi. Nakon što igrač stavi GS loptu na oltar, napast će ga Celebi na razini 30. Kao i u slučaju svih Legendarnih Pokémona, ako igrač onesvijesti Celebija, više nikada neće imati drugu priliku uhvatiti ga. 
Celebi u Pokémon Colosseumu
U Pokémon Colosseumu, Celebi je Pokémon koji pročišćava Shadow Pokémone. Kada igrač iskoristi jednu od Vremenskih flauta, pojavit će se Celebi i pročistiti jednog od Shadow Pokémona bez uobičajenog pročišćavajućeg procesa. U japanskoj verziji, Celebija se može uhvatiti s bonus diskom nakon što igrač pročisti svakog Pokémona. Doduše, američki bonus disk sadržavao je Jirachija umjesto Celebija, dok europske i australske verzije uopće nisu imale bonus disk.

## U animiranoj seriji
Celebi je jedan od glavnih likova u Pokémon filmu Pokémon 4Ever. U ovom filmu, Celebi bježi od krivolovaca. Sudari se s mladim trenerom Samuelom Oakom koji ga štiti, te ga Celebi zauzvrat transportira 40 godina u budućnost (dovodeći ga u sadašnjost), gdje se Samuel udruži s Ashom Ketchumom kako bi spasili Celebija protiv članova Tima Raketa (ovdje ne spadaju Jessie i James), koji ga pretvore u Dark Celebija. Ovo je prvo i jedino prikazivanje Dark Pokémona u animiranoj seriji, prvotno se prikazujući samo u Pokémon TCG-u. Na kraju filma, desetak Celebija pojavljuje se iz različitih era kako bi pomogli, iako nema dokaza da se radi o više različitih Celebija.
U Pokémon Kronikama, Richie sreće Celebija, te se vraća kroz vrijeme kako bi spasio Pokémon centar.
U epizodi 432, Celebi se pojavljuje uz Pokémon šumaricu Silvannu.
Nepoznato je ako se ovdje radi o više Celebija ili samo jednom, ili ako uopće više njih postoji. Kao putnik kroz vrijeme, pojedini Celebi mogao bi potencijalno postojati simultano na više različitih mjesta.